# Часовня Александра Невского (Рига)
Александро-Невская часовня (латыш. Aleksandra Ņevska pareizticīgo lūgšanu kapella), сооружённая на площади перед вокзалом Риго-Орловской железной дороги в ознаменование события 17 октября 1888 года, была освящена Высокопреосвященным Арсением, Архиепископом Рижским и Митавским 17 октября 1889 года. В сооружении часовни приняла участие своими пожертвованиями вся Рига, без различия наций и вероисповеданий.

## Описание
Часовня эта была построена из дорогих материалов: гранита, мрамора, украшена позолотой и прочим и имеет вид маленькой церкви, с центральною, на золочёном шатровом покрытии высоко поднятою, главою и крестом и с 8 боковыми меньшими главами.
Часовня состояла из двух ярусов. Нижний ярус, составляющий основание, имел форму равноконечного креста. Этот ярус завершался симметрично и чрезвычайно красиво расположенными, трёхлопастными «кокошниками». Основание было сделано из серого гранита. В этом ярусе находились, крестообразно расположенные и закругленные вверху, четыре ниши, из которых одна (со стороны вокзала железной дороги) обращена во входную дверь, две боковые служили окнами с вставленными в них цветными узорчатыми стеклами и, наконец, в четвертую (противоположную входу) в наружной стене (обращенной к мосту) была вделана белая из каррарского мрамора доска, с врезанною в неё и выложенною позолотою надписью о сооружении часовни. По бокам этих четырех ниш устроены по две колонны, всего четыре пары, из белого со скульптурной насечкой мрамора и шлифованного гранита, живописной, оригинальной формы романского стиля, встречаемого в Москве. Затем далее за колоннами были вделаны, по паре при каждой нише, из белого мрамора квадратные таблетки с надписями с одной стороны каждой ниши — «17 Октября 1888 года», а с другой «17 Октября 1889». В промежутках между нишами, кроме того, были сделаны наличники с вложенными в них мраморными крестами. В кокошниках были вставлены иконы, выписанные по золоченному фону, самые же кокошники накрыты вызолоченными покрышками. По углам между лопастями возвышались четыре вызолоченных шпица с укреплёнными на них четырьмя двуглавыми орлами. Второй, значительно суженный ярус или светлый «барабан», имел форму восьмигранника, который по углам был снабжён восемью круглыми колоннами, а на них с вызолоченными шатровыми покрытиями были утверждены восемь вызолоченных главок с крестами. В стенках между этими колоннами были устроены восемь трехлопастных ниш, из которых четыре крестообразно расположенные служили окнами, с вставленными в них цветными, мозаичными стеклами, а в остальных четырёх, расположенных также накрест, были вделаны иконы. По бокам всех этих ниш были поставлены маленькие колонки, формы одинаковой с мраморными колоннами нижнего яруса, всего 24 колонки.
Этот ярус завершался в виде как бы третьего, еще более суженного яруса, шестнадцатью связанными кокошниками, представляющими уже довольно округлую форму. В этих кокошниках точно так же были вделаны 16 икон, выписанные по золочёному фону. Наконец, эта часть завершается круглым, пирамидальным, «шатровым» покрытием, на котором утверждена центральная главка с крестом ажурной работы. Все кресты, главки и покрытия были сделаны из красной меди, все иконы были выписаны также на толстых листах красной меди. Все металлические части были вызолочены жёлтым золотом.
Внутренность часовни представляла вид центральной части с высоко поднятым куполом, из центра которого спускался, на вызолоченной цепи, паникадило. Прямо против входной двери был поставлен иконостас, в дубовых киотках, украшенных позолотой. Направо от двери и налево — два окна. Стены этого яруса внутри и частью снаружи выложены квадратными изразцами из майолики, покрытой эмалью, с рисунками в три цвета. Пол мозаичный из мелких разноцветных плиток. Вокруг часовни железная решетка, украшенная, по колоннам, небольшими крестиками с главками. Кругом решетки, в виде тротуара, сделана настилка из мелких цветных плиток, обрамлённых гранитным бордюром. Цемент в кладке часовни положен самый прочный и вообще со стороны техники здесь всё рассчитано на солидную, несокрушимую прочность, чтобы памятник действительно остался памятником на долгие времена. По своей архитектуре, часовня относится к периоду московского церковного зодчества XVI века.
Общий вид часовни представлял как бы форму чрезвычайно изящной и оригинальной трёхъярусной пирамиды, на которой восемь нижних главок красиво оттеняли центральную главу и сообщали ей большую рельефность.

## Снос
В конце июля — начале августа 1925 года, Александро-Невская часовня был снесена, «как воспоминание о временах царизма и по желанию общественности».